# Жайворонок двоплямистий
Жа́йворонок двоплямистий (Melanocorypha bimaculata) — вид горобцеподібних птахів родини жайворонкових (Alaudidae). Мешкає в Західній і Центральній Азії.

## Опис

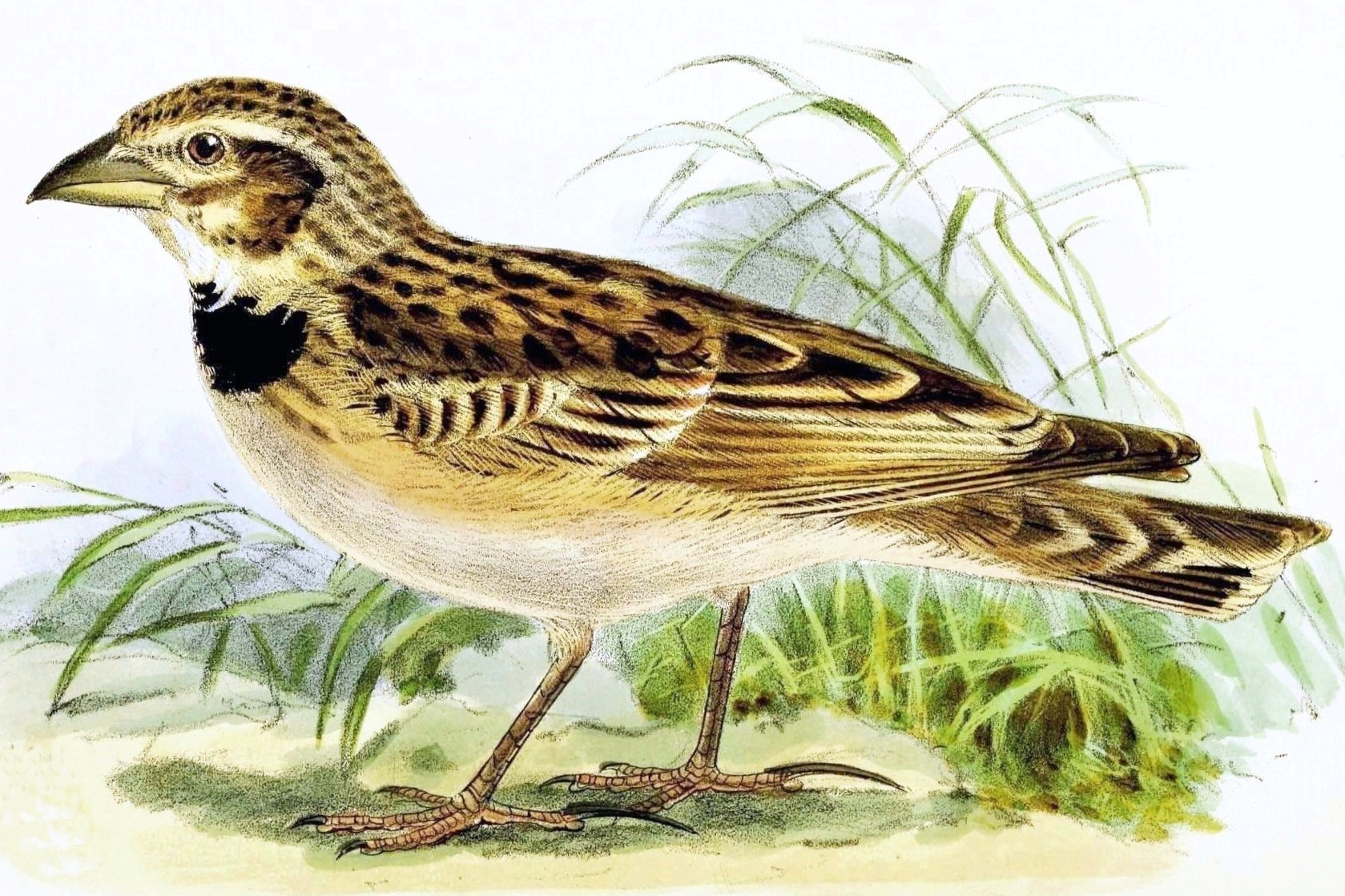
Двоплямистий жайворонок

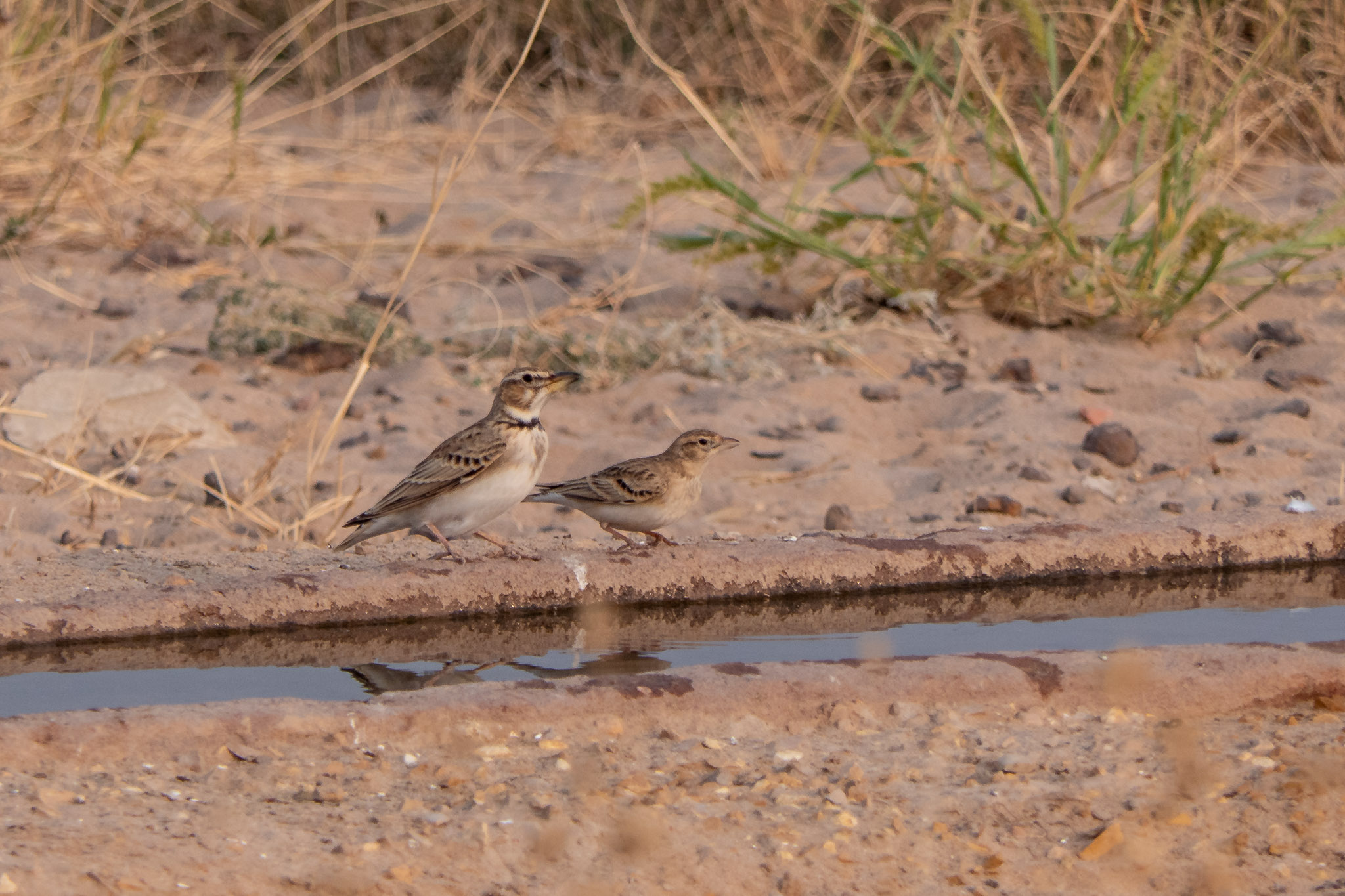
Двоплямистий жайворонок і малий жайворонок

Довжина птаха становить 16—18 см, розмах крил 33—41 см, вага 47—62 мм. Верхня частина тіла переважно сірувато-коричнева, пістрява, нижня частина тіла переважно біла. На верхній частині грудей з боків вузькі чорні плями, через які птах отримав свою назву. Обличчя темне, над очима світлі «брови». Нижня сторона крил сірувато-коричневі, хвіст короткий, стернові пера мають білі кінчики. Дзьоб міцний, зверху темний, знизу біля основи світлий.

## Поширення і екологія
Двоплямисті жайворонки гніздяться в Центральній і Східній Туреччині, на Південному Кавказі, в Ірані (в горах Загросу і на півночі країни), в Туркменістані, Узбекистані, Таджикистані, Казахстані, Киргизстані, на північному сході Афганістану, також локально в Сирії, Іраці, Лівані та Ізраїлї. Взимку вони мігрують до Афганістану, Пакистану, Північно-Західної Індії, на Аравійський півострів і до Північно-Східної Африки. Двоплямисті жайворонки живуть у відкритих кам'янистих, часто гірських місцевостях, слабо порослих травою, зокрема в напівпустелях і на сухих пустищах, що межують з полями і чагарниковими заростями. Зустрічаються на висоті до 2700 м над рівнем моря.
Двоплямисті жайворонки живляться комахами і насінням, особливо під час сезону розмноження. Сезон розмноження у двоплямистих жайворонків триває з кінця березня до середини серпня. Гніздо чашоподібне. робиться з трави і корінців, розміщується в заглибині в землі, часто під чагарником. У кладці від 3 до 6 яєць.

## Збереження
МСОП класифікує цей вид як такий, що не потребує особливих заходів зі збереження. За оцінками дослідників, популяція двоплямистих жайворонків становить від 10,2 до 20,5 мільйонів птахів.